# Breitseitengewicht
Das Breitseitengewicht ist die Summe des Gewichts aller Granaten, die ein einzelnes Kriegsschiff mit allen seinen Geschützen in einer einzigen Salve als Breitseite nach Backbord oder Steuerbord abfeuern kann.
Durch den Vergleich von Breitseitengewichten ganzer Flotten erhoffte man sich in den Jahren des ausgehenden neunzehnten und des beginnenden zwanzigsten Jahrhunderts eine einfache Lösung zum Einschätzen der Kampfstärke eines Verbandes von Kriegsschiffen. 
Formeln, die unter der Zuhilfenahme des Breitseitengewichtes den Ausgang von Seeschlachten prognostizieren sollten, erwiesen sich aber als durchweg wertlos – ein mit zweihundertfünfzig 5-cm-Geschützen ausgerüstetes Schiff wäre demnach nämlich vergleichbar stark wie ein Schiff das über fünf 20-cm-Geschütze verfügt, beides würde ein Breitseitengewicht von grob 500 kg bedeuten (vorausgesetzt man spricht von vergleichbaren Granattypen, z. B. Sprenggranaten). Da aber zum Beispiel die Reichweite einer 20-cm-Kanone um ein Vielfaches höher ist als die einer 5-cm-Kanone, wäre das mit 5-cm-Kanonen ausgestattete Schiff, trotz der Zahlen, in einem Duell mit dem mit 20-cm-Geschützen bestückten Schiff chancenlos.
Hinzu kommt, dass diese Formeln Faktoren wie die Feuergeschwindigkeit der Geschütze, deren Präzision, die Durchschlagskraft der verwendeten Munition, die Feuerleitung sowie sonstige Faktoren des Schiffes wie Panzerschutz und Qualität von Besatzung und Material nur unzureichend berücksichtigen oder ganz ignorieren. 
Das Prinzip des Breitseitengewichts als Maßstab für Kampfkraft galt bereits zu Beginn des Ersten Weltkriegs als veraltet. Dies wurde besonders bei Gefechten  zwischen deutschen und britischen Schiffen deutlich, da die schwereren britischen 30,5-cm-, 34,3-cm- oder gar 38-cm-Geschosse die deutschen Panzerungen bei Treffern zwar oft durchschlugen, aber meist nicht mehr in detonationsfähigem Zustand, die jeweils leichteren deutschen 28-cm- und 30,5-cm-Granaten aufgrund besserer Bauweise jedoch regelmäßig, mit oft tödlichen Folgen für das getroffene Schiff. Eine gewisse Berechtigung zur Ermittlung des Wertes existierte allenfalls im Zusammenhang mit der Planung und Konstruktion von Schiffen, wenn beispielsweise die maximale strukturelle Belastungen eines Schiffskörpers beim Abfeuern aller Waffen berechnet werden soll.

## Belege und Verweise